# Bulqizë distrikt
Bulqizas distrikt (albanska: Rrethi i Bulqizës) var ett av Albaniens 36 distrikt. Det hade ett invånarantal på 28 219 i början av 2008 och en area av 469 km². Distriktet var beläget i östra Albanien, och dess centralort var Bulqiza.

## Kommuner
Distriktet omfattade åtta kommuner:
- Bulqizë
- Fushë Bulqizë
- Gjoricë
- Martanesh
- Ostren
- Shupenzë
- Trebisht
- Zerqan